# Polizeiruf 110: Der Verurteilte
Der Verurteilte ist ein Fernsehfilm aus der ARD-Krimireihe Polizeiruf 110. Der Film wurde im Auftrag des MDR produziert und wurde am Sonntag, den 27. Dezember 2020 erstmals im Ersten ausgestrahlt. Es ist der 14. Fall für die Magdeburger Ermittlerin Doreen Brasch.

## Handlung
Nachdem sie in einem Restaurant eine Internetbekanntschaft getroffen hat, wird die junge häusliche Krankenpflegerin Valerie Klein vermisst. Kleins Vater verlangt vergeblich, dass die Polizei die Internet-Bekanntschaft schnell identifiziert. Aber erst nach 36 Stunden beginnt Kriminalhauptkommissarin Doreen Brasch ihre Ermittlungen.
Die Überwachungskamera des Restaurants und die Handydaten der Vermissten zeigen, dass diese nach dem Restaurantbesuch noch allein nach Meitzendorf, wo sie für ihre kürzlich verstorbenen Patientin Frau Breuer noch ein Kleid aus deren Wohnung holen wollte, fuhr. Als Valerie Kleins Auto entdeckt wird, finden sich darin Blutspuren. Auch im Haus von Frau Breuer findet die Polizei Blut und Kampfspuren.
Markus Wegner, der einen Schuppen von Frau Breuer gemietet hat, gibt sich gegenüber Brasch bei einer Befragung schmallippig. Zu einer freiwilligen Abgabe seiner Fingerabdrücke ist er nicht bereit. Brasch veranlasst eine Hausdurchsuchung bei Wegner. Im Präsidium konfrontiert sie ihn damit, dass viele Fasern seines Overalls in Valerie Kleins Auto gefunden wurden. In die Enge gedrängt, gesteht Wegner plötzlich, er habe Valerie Klein und auch Natalie Schneider umgebracht. Deren Fall hatte Brasch allerdings vor drei Jahren abgeschlossen: der Ex-Mann des damaligen Opfers, Urs Schneider, wurde seinerzeit als Mörder verurteilt. In dem von Wegner angegebenen Waldstück kann dieser jedoch keinen Ort bestimmen, wo die Leichen vergraben wären. Er nimmt sein Geständnis zurück und der Staatsanwalt ordnet an, ihn sofort freizulassen. Wegners Frau Annegret holt ihn ab, er wird aber nach der Freilassung von der Polizei observiert.
Valerie Kleins Vater findet heraus, dass Valerie von einem Stalker verfolgt wurde und teilt dies der Polizei mit. Doch Brasch konzentriert sich auf den eigentlich abgeschlossenen Fall Natalie Schneider und besucht Urs Schneider im Gefängnis. Schneider identifiziert ein in Wegners Haus gefundenes Foto seiner Frau als eines, das er selbst gemacht hatte.
Nach der von Brasch eigenmächtig angeordneten Durchsuchung des Waldstücks ohne einen Fund wird Brasch vom Dienst suspendiert. Sie ermittelt jedoch weiter und sucht Annegret Wegner an ihrem Arbeitsplatz, einer Eisdiele, auf und konfrontiert sie mit Wegners gewalttätigem Verhalten gegenüber Frauen. Annegret Wegner äußert sich hierzu zunächst nicht. Sie vereinbart jedoch später ein nächtliches Treffen mit Brasch. Am Treffpunkt wird Brasch von Annegret und Markus Wegner angegriffen und in ein verlassenes Fabrikgebäude entführt.
Am nächsten Morgen entdeckt Kriminalrat Lemp Braschs Verschwinden und versucht verzweifelt, sie zu finden. Unterdessen quälen Annegret und Markus Wegner die gefangene Polizistin. Als Brasch fliehen will, verletzt Annegret Wegner sie schwer mit einem Messer. Dann gibt sie Brasch den Schlüssel zur Tür, durch welche die Polizistin verletzt entfliehen kann. Während Brasch in die Klinik gebracht wird, durchsucht die Polizei das alte Fabrikgelände. In einem Ofen der Fabrik werden daraufhin die verkohlten Knochen von zwei Personen gefunden. Im Ergebnis leitet ein Gericht auf der Basis der Ermittlungen ein Wiederaufnahmeverfahren im Fall Natalie Schneider ein und ordnet die Freilassung von Urs Schneider an.
Annegret Wegner schiebt bei der Vernehmung durch Kriminalrat Lemp die Taten auf ihren Mann, vor dem sie große Angst gehabt habe. Brasch konfrontiert sie damit, dass sie als Putzfrau bei der als arrogant bekannten Natalie Schneider gearbeitet habe. Als diese sie wegen eines vermuteten Diebstahls entlassen habe, habe Annegret Wegner aus gekränkter Ehre ihre Entführung und Ermordung geplant. Darauf kann Wegner nichts mehr erwidern.

## Hintergrund
Die Dreharbeiten fanden vom 16. Juni 2020 bis zum 15. Juli 2020 an 22 Drehtagen in Magdeburg und Umgebung statt. Die Musik in der Eingangsszene ist I Put a Spell on You mit der Rockband Creedence Clearwater Revival. Die Freilassung von Markus Wegner ist unterlegt mit Dance Me To The End Of Love von Leonard Cohen.

## Rezeption

### Kritiken
Der Filmdienst bewertete den Film mit vier von fünf möglichen Sternen und beurteilte ihn als spannend. „Jenseits von Fernsehstereotypen konfrontiert der Film den Zuschauer mit menschlichen Abgründen und verweigert einfache Erklärungen.“
In der FAZ hat Oliver Jungen die Inszenierung im Film als sehenswert befunden. Die Regisseurin bewege sich „mit kluger Souveränität zwischen Grau- und Brauntönen“ und finde „unaufdringliche Symbole für die nicht nur emotional verkorksten Beziehungen, die hier eigentlich im Fokus stehen“. Während der Film etwa durch zahlreiche Flüche während des Verhörduells „im ungeschönt niederen Stil“ überzeuge, „sackt er noch häufiger in dramaturgische Luftlöcher ab“.

### Einschaltquoten
Die Erstausstrahlung von Der Verurteilte am 27. Dezember 2020 wurde in Deutschland von 8,21 Millionen Zuschauern gesehen und erreichte einen Marktanteil von 24,4 % für Das Erste.

## Auszeichnungen
Deutscher Fernsehkrimipreis 2021
- Sonderpreis für Beste Krimi-Momente
- Bester Darsteller (Sascha Alexander Geršak)[5]